# 20035 Lauriroche
20035 Lauriroche este o planetă minoră (asteroid), cu un diametru de 2,682 km, din centura de asteroizi. A fost descoperită pe 24 septembrie 1992 la Observatorul Național Kitt Peak de Spacewatch. 
Obiectul prezintă o orbită caracterizată de o semiaxă mare de 2,3254227 UAi, o excentricitate de 0,07, o înclinație de 6,6413 ° în raport cu ecliptica.